# 酷开
酷开是创维集团旗下品牌，品牌2006年1月成立，2014年9月开始独立运营 。酷开的主要业务为电视研发制造、智能电视系统研发、智能电视内容和相关增值服务，也包含视听相关电子周边产品研发。2013年推出酷开品牌 TV K1Y 系列，并于当年双十一成为首个单日销售过亿的彩电品牌, 大家电类销售排名第 2 ，创造吉尼斯世界销售纪录。

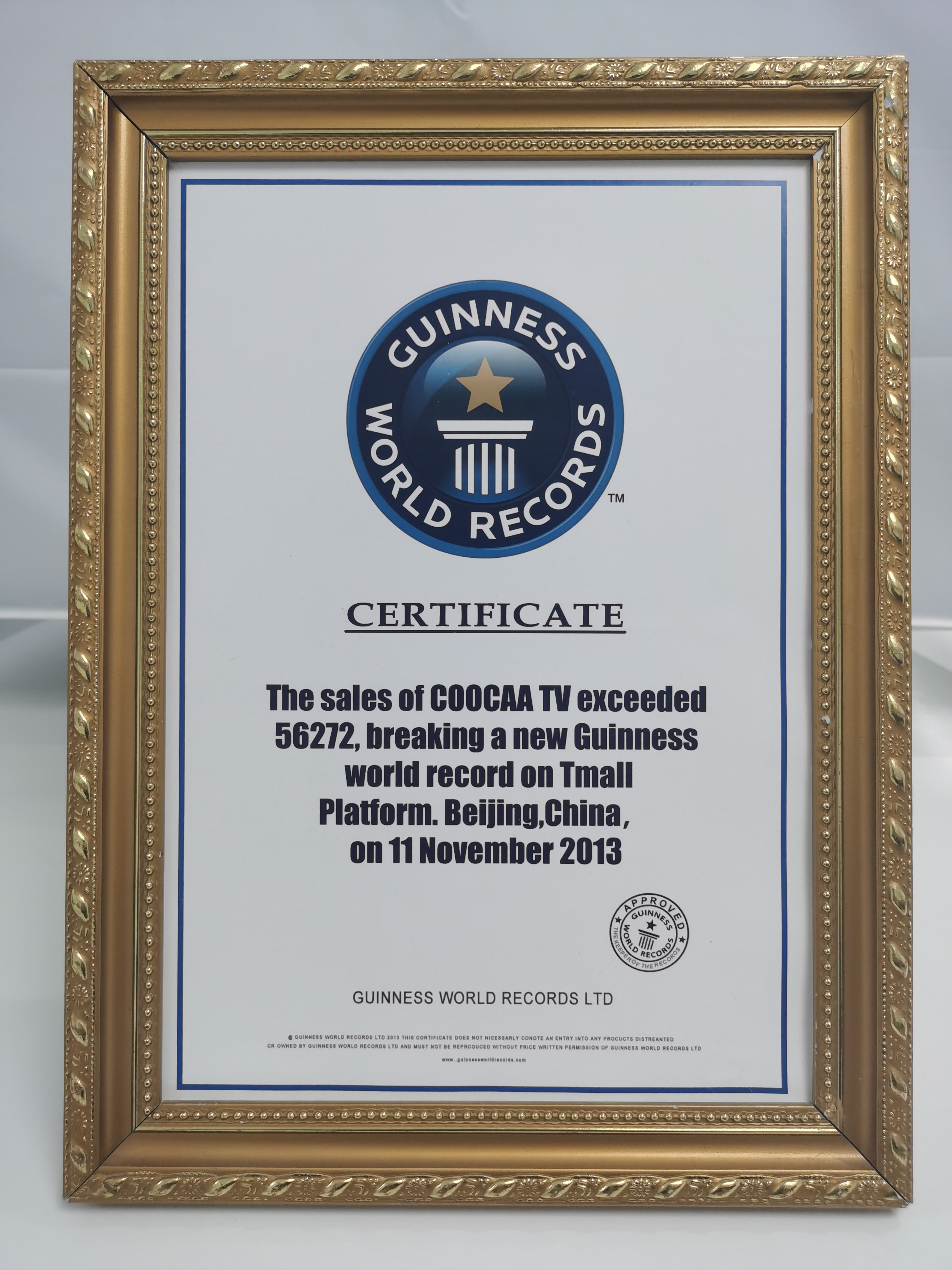
2013年酷开创新吉尼斯世界销售纪录

酷开入驻亚马逊、Lazada、Shopee、Flipkart、Tokopedia等世界各地市场主要的电商平台，以电子商务形式进行产品销售，主要的销售市场位于欧洲和亚洲为主，包括德国、俄罗斯、泰国、越南、印度、菲律宾、印尼等国家。

## 发展历程
- 2006年10月：酷开品牌成立
- 2014年9月：正式宣布独立运营
- 2015年：建立“玩出态度”(Play with attitude)品牌主张，同年推出 A43”三合一电视”
- 2016年5月：提出大内容战略，以打造硬件+内容+社交的体系
- 2018年：逐步建立全球市场
- 2019年推出“酷生活玩家”(Coo-life players) 品牌定位[2]

## 产品列表

### 电视产品
- K1Y：销售创 2013年吉尼斯世界销售纪录
- A55：2014年发表智能屏幕电视
- A43：2015年发表 A43电视，内建3套系统，适合老人、儿童、年轻人使用
- T55：2015年发布艺术电视
- A2：2016年发布Hi-fi音乐电视，搭载8个JBL扬声器
- A3：2017年防蓝光教育电视
- C60：和风全面屏电视
- P70：声控电视

### 电子产品
- 蓝牙留声机
- Live 1: 电视音响回音壁
- Max 3: 杜比5.1 金属无线影院